# Mrozu
Mrozu, właśc. Łukasz Błażej Mróz (ur. 22 lipca 1986 we Wrocławiu) – polski piosenkarz, producent muzyczny, kompozytor i autor tekstów.
Wydał sześć albumów studyjnych: Miliony monet (2009), Vabank (2010), Rollercoaster (2014), Zew (2017), Aura (2019) i Złote bloki (2022). Wylansował przeboje, takie jak m.in. „Miliony monet”, „Rollercoaster”, „Jak nie my to kto”, „Nic do stracenia”, „Poza logiką”, „Szerokie wody”, „Napad”, „Aura”, „Złoto”, „Galácticos”, „Za daleko” i „Supermoce”. Za sprzedaż albumów i singli uzyskał dwie podwójnie platynowe płyty, trzy platynowe i osiem złotych.
Przed rozpoczęciem solowej kariery muzycznej nagrywał z wykonawcami, takimi jak: Wozo, Natural Dread Killaz, Jamal, EastWest Rockers, Bob One, Junior Stress, Molesta Ewenement, K.A.S.T.A., Lilu, Wice Wersa czy White House. Współpracował również z artystami, takimi jak: Waldemar Kasta, MaRina, Tomson, Sound’n’Grace, Vito Bambino, Jan-Rapowanie i Igo. W 2023 i 2024 wszedł w skład Męskie Granie Orkiestry.

## Życiorys
Dorastał na osiedlu Gaj we Wrocławiu. Jest absolwentem klasy o profilu teatralnym Zespołu Szkół nr 6 im. Agnieszki Osieckiej we Wrocławiu, gdzie rozwijał także umiejętności wokalne, biorąc udział w wydarzeniach szkolnych. Następnie studiował fizjoterapię w Wyższej Szkole Fizjoterapii we Wrocławiu.

## Kariera
Występował w młodzieżowych musicalach w Teatrze Lalek we Wrocławiu oraz w Centrum Sztuki Impart. Jest laureatem konkursu Agnieszki Osieckiej „Bardzo wielka woda”. Nagrał utwory „Jestem imprezą” i „Nie kłam” z Piotrem „Wozem” Woźniakiem.

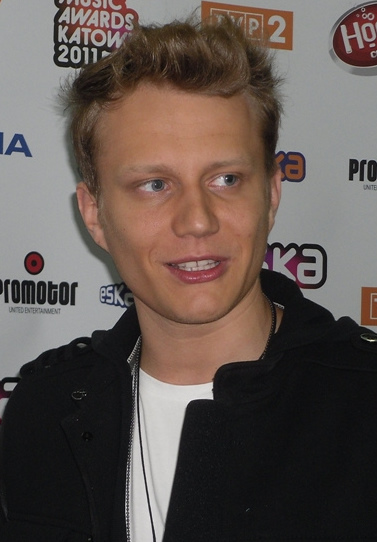
Mrozu podczas gali Eska Music Awards 2011

W 2009 wydał debiutancki album studyjny pt. Miliony monet, a tytułowy singiel z płyty stał się ogólnopolskim przebojem. Z piosenką wystąpił na Sopot Hit Festiwal 2009. Niedługo później podpisał kontrakt z wytwórnią Pink Crow Records. W lutym 2010 otrzymał nagrodę Viva Comet 2010 za debiut roku, był również nominowany w kategoriach: dzwonek roku i teledysk roku (oba za „Miliony monet”). Wiosną 2010 uczestniczył w 11. edycji programu rozrywkowego TVN Taniec z gwiazdami, w parze z Anetą Piotrowską odpadł w trzecim odcinku. W kolejnych miesiącach był nominowany do zdobycia Eska Music Awards 2010 w kategoriach: artysta roku, debiut roku i wideo roku (za teledysk do „Miliona monet”), jak również do Europejskiej Nagrody Muzycznej MTV dla najlepszego polskiego wykonawcy.
W sierpniu 2010 wystąpił z piosenką „Vabank” na Bydgoszcz Hit Festiwal 2010. 25 października wydał album pt. Vabank, który promował m.in. teledyskiem do piosenki „Globalnie”. W 2011 był nominowany do nagród Viva Comet 2011 w kategoriach: artysta roku i teledysk roku (za klip do utworu „Pali się dach”, który nagrał z Tede w 2009), a także do nagrody Eska Music Awards 2011 dla artysty roku.
W 2012 wydał teledysk do piosenki „Rollercoaster”. Za klip do utworu otrzymał nominację do Eska Music Awards 2012 w kategorii teledysk roku, był także nominowany do nagrody dla artysty roku. Za teledysk do piosenki „1000 metrów nad ziemią” otrzymał nominację do Eska Music Awards 2013 w kategorii najlepsze video, był również nominowany do zdobycia Nickelodeon Kids’ Choice Awards 2013 dla ulubionej polskiej gwiazdy. 11 marca 2014 wydał album pt. Rollercoaster, który promował m.in. przebojem „Nic do stracenia”. W sierpniu otrzymał dwie nagrody na gali Eska Music Awards 2014 za wygraną w kategoriach: najlepszy artysta i najlepsze video („Nic do stracenia”). Z piosenką był również nominowany do nagrody Superjedynki w kategorii SuperPrzebój podczas 52. Krajowego Festiwalu Piosenki Polskiej w Opolu, na której miał szansę również na statuetkę dla SuperArtysty. Również w 2015 był ponownie nominowany do nagrody Nickelodeon Kids’ Choice Awards 2015 dla ulubionej polskiej gwiazdy. W tym samym roku wystąpił na Przystanku Woodstock w Kostrzynie nad Odrą oraz na 56. edycji festiwalu Kortowiada w Olsztynie. W 2016 zagrał na Energylandia Top Stars Festival w Zatorze.

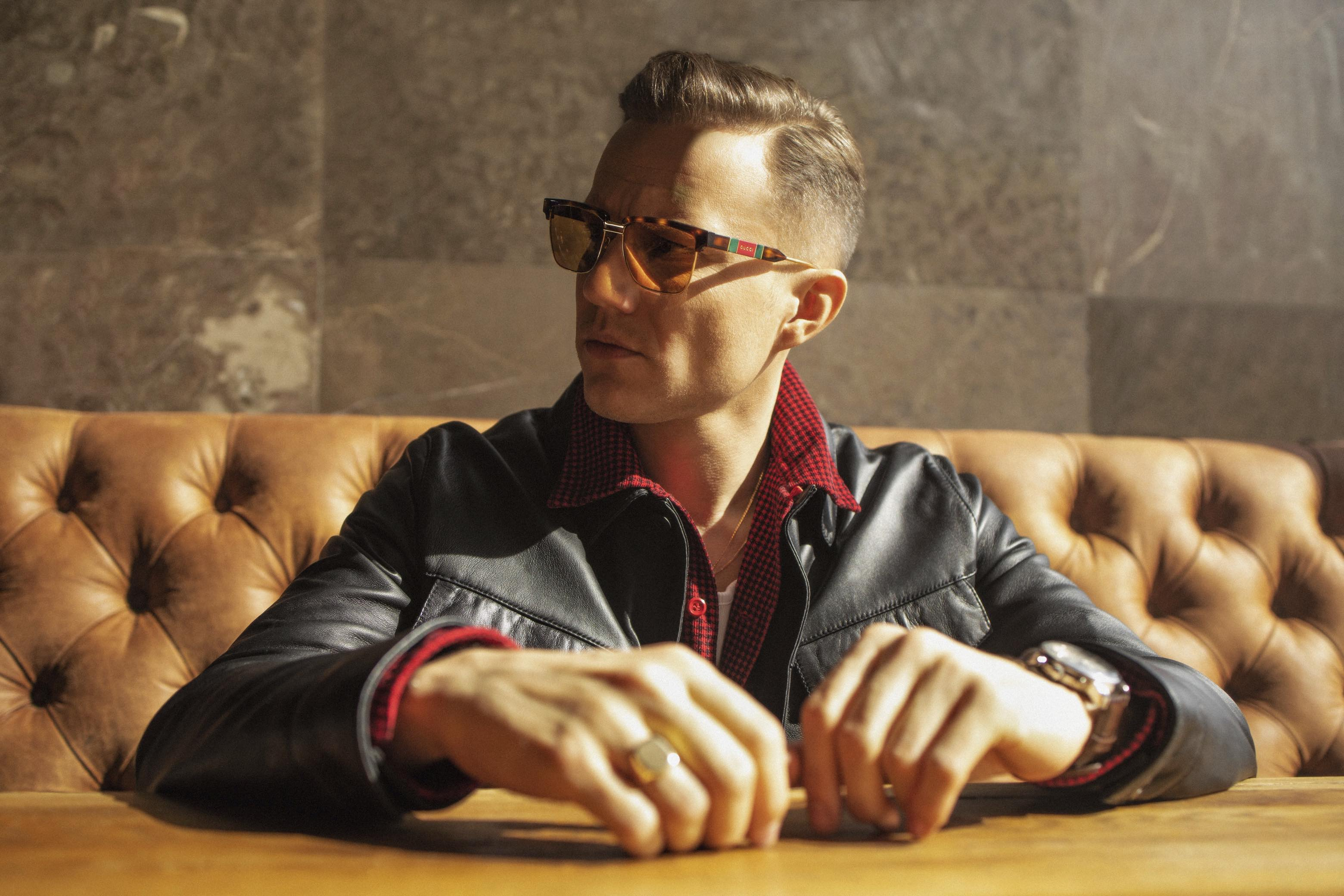
Mrozu w 2021

24 lutego 2017 wydał album pt. Zew, który zapowiadał singlem „Duch”. Latem zagrał m.in. na festiwalu Hej Fest 2017 na Gubałówce. W 2018 nagrał cover utworu Pezeta „Gdyby miało nie być jutra” na składankę pt. Albo inaczej 2, a także był nominowany do nagrody Fryderyka za album roku alternatywa (Zew) i teledysk roku („Duch”). W 2019 wydał piąty solowy album pt. Aura. W 2020 był nominowany do Fryderyka w dwóch kategoriach: album roku pop (Aura) i nagroda publiczności – przebój roku (za singiel „Napad”). W 2021 zagrał m.in. na festiwalach: Lato na Pradze w Warszawie i Wodecki Twist w Krakowie, a także zagrał koncert w Gdańsku w ramach Jim Beam Welcome Sessions Tour.

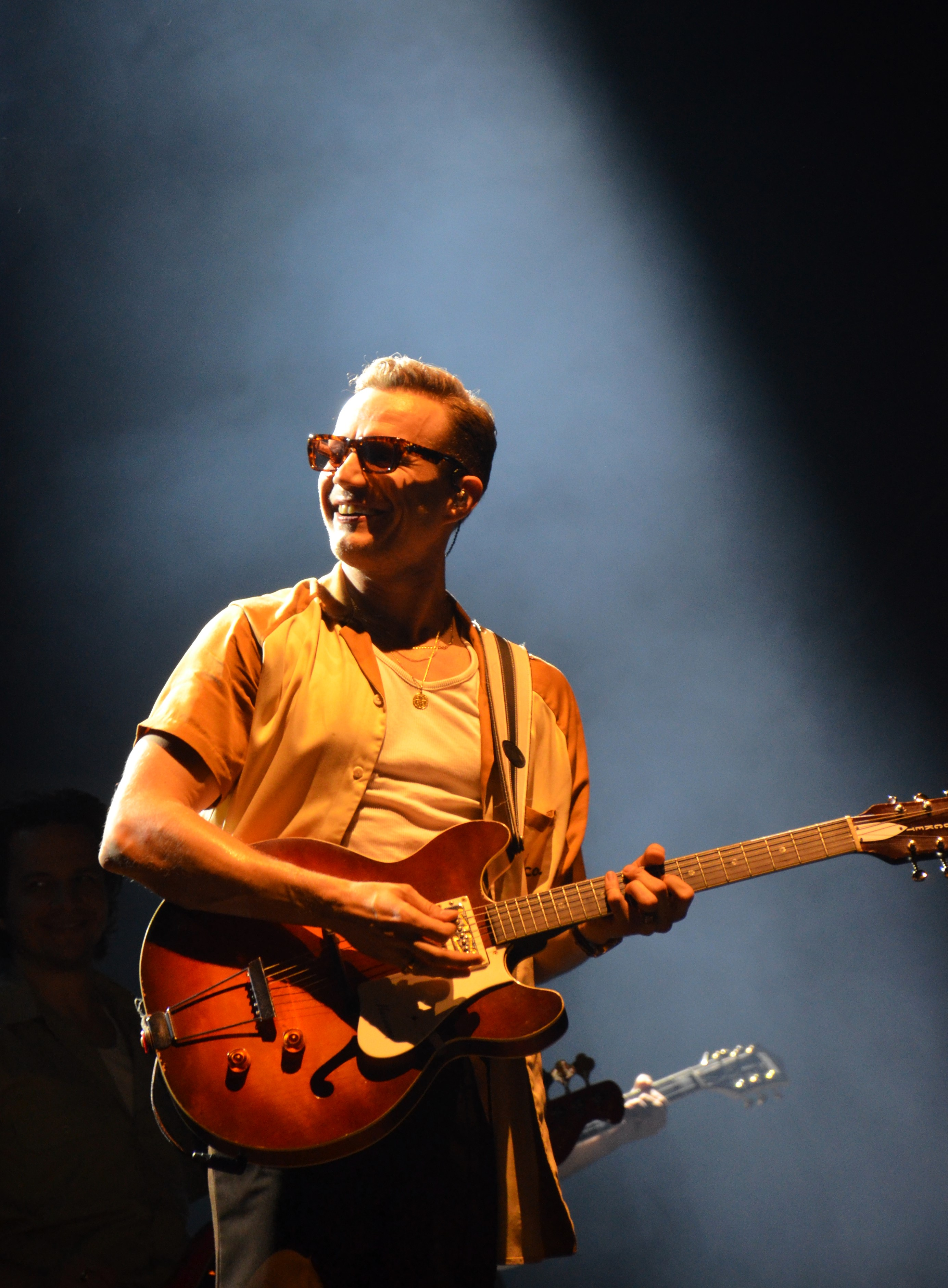
Mrozu w 2023

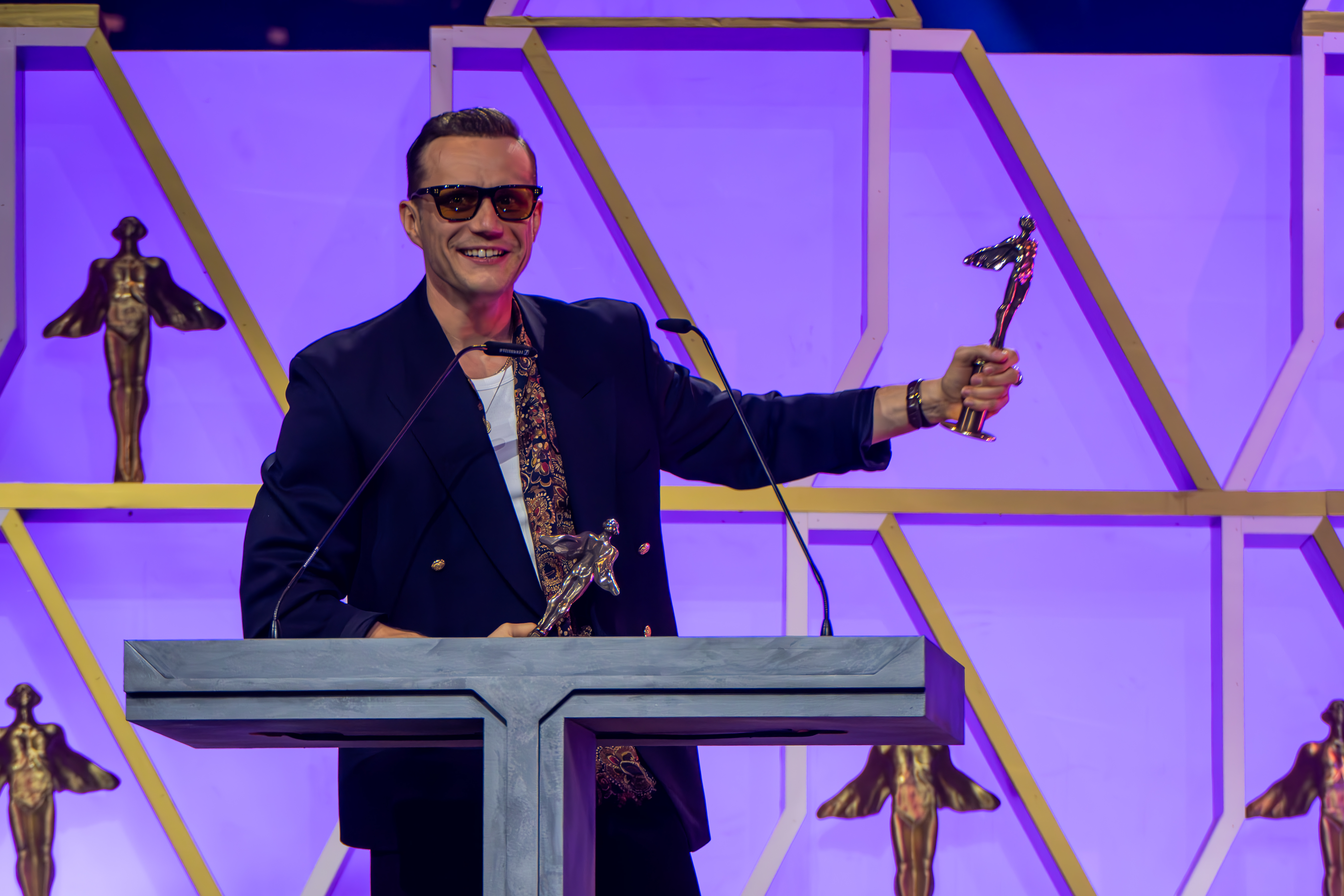
Mrozu podczas gali Fryderyków 2024

W kwietniu 2022 wyruszył w ogólnopolską trasę koncertową pt. Złota trasa, na której premierowo wykonał piosenki ze swojej kolejnej płyty. W tym samym miesiącu wydał album pt. Złote bloki, który promował m.in. singlem „Złoto”, kolejnym przebojem w swoim dorobku. Latem wystąpił na festiwalu Letnie brzmienia, a we wrześniu odbył kolejną trasę koncertową po Polsce, tym razem pod hasłem Lecimy za daleko. W 2023 roku zdobył pięć Fryderyków w kategoriach: album roku (za Złote bloki), utwór roku (za piosenkę „Za daleko” z gościnnym udziałem Vito Bambino), artysta roku, producent roku i autor roku. W maju premierę miał utwór „Supermoce”, który nagrał z Igo i Vito Bambino w ramach promocji trasy Męskie Granie, na której wystąpił latem w kilku polskich miastach. W okresie wakacyjnym zagrał także na festiwalu Letnie brzmienia w Warszawie, wystąpi także w Krakowie i Gdańsku. W 2024 wydał nagraną w duecie z Marylą Rodowicz nową wersję jej utworu „Sing-Sing”.

## Dyskografia
- Miliony monet (2009)
- Vabank (2010)
- Rollercoaster (2014)
- Zew (2017)
- Aura (2019)
- Złote bloki (2022)

## Nagrody i nominacje
| Rok  | Nagroda                                       | Kategoria                                                   | Rezultat   | Źródło |
| ---- | --------------------------------------------- | ----------------------------------------------------------- | ---------- | ------ |
| 2009 | Sopot Hit Festiwal 2009                       | Polski hit lata („Miliony monet”)                           | 8. miejsce | [ 49 ] |
| 2010 | Złote Dzioby                                  | Odkrycie roku                                               | Nominacja  | [ 50 ] |
| 2010 | Viva Comet 2010                               | Debiut roku                                                 | Wygrana    | [ 12 ] |
| 2010 | Viva Comet 2010                               | Teledysk roku („Miliony monet”)                             | Nominacja  | [ 13 ] |
| 2010 | Viva Comet 2010                               | Dzwonek roku („Miliony monet”)                              | Nominacja  | [ 13 ] |
| 2010 | Eska Music Awards 2010                        | Artysta roku                                                | Nominacja  | [ 16 ] |
| 2010 | Eska Music Awards 2010                        | Debiut roku                                                 | Nominacja  | [ 16 ] |
| 2010 | Eska Music Awards 2010                        | Video roku („Miliony monet”)                                | Nominacja  | [ 16 ] |
| 2010 | MTV Europe Music Awards 2010                  | Najlepszy polski wykonawca                                  | Nominacja  | [ 17 ] |
| 2010 | Bydgoszcz Hit Festiwal 2010                   | Polski hit lata 2010 („Wait Up”)                            |            | [ 18 ] |
| 2011 | Viva Comet 2011                               | Artysta roku                                                | Nominacja  | [ 22 ] |
| 2011 | Viva Comet 2011                               | Teledysk roku („Pali się dach”; wraz z Tede)                | Nominacja  | [ 22 ] |
| 2011 | Eska Music Awards 2011                        | Artysta roku                                                | Nominacja  | [ 23 ] |
| 2011 | OAGE Video Contest 2011 – reprezentant Polski | Polskie eliminacje do konkursu „Video” („Horyzont”)         | Nominacja  | [ 51 ] |
| 2012 | VIVA Comet 2012                               | Artysta roku                                                | Nominacja  | [ 52 ] |
| 2012 | Eska Music Awards 2012                        | Artysta roku                                                | Nominacja  | [ 24 ] |
| 2012 | Eska Music Awards 2012                        | Teledysk roku („Rollercoaster”)                             | Nominacja  | [ 24 ] |
| 2013 | Nickelodeon Kids’ Choice Awards 2013          | Ulubiona polska gwiazda                                     | Nominacja  | [ 26 ] |
| 2013 | Eska Music Awards 2013                        | Eska TV Award – Najlepsze video („1000 metrów nad ziemią”)  | Nominacja  | [ 25 ] |
| 2014 | Eska Music Awards 2014                        | Najlepszy artysta                                           | Wygrana    | [ 28 ] |
| 2014 | Eska Music Awards 2014                        | Eska TV Award – Najlepsze video („Nic do stracenia”)        | Wygrana    | [ 28 ] |
| 2015 | Superjedynki                                  | SuperPrzebój („Nic do stracenia”)                           | Nominacja  | [ 29 ] |
| 2015 | Superjedynki                                  | SuperArtysta                                                | Nominacja  | [ 29 ] |
| 2015 | Nickelodeon Kids’ Choice Awards 2015          | Ulubiona polska gwiazda                                     | Nominacja  | [ 30 ] |
| 2017 | Eska Music Awards 2017                        | Eska TV Award – Najlepsze video („Nieśmiertelni”)           | Nominacja  | [ 53 ] |
| 2018 | Fryderyki 2018                                | Album roku alternatywa (Zew)                                | Nominacja  | [ 37 ] |
| 2018 | Fryderyki 2018                                | Teledysk roku („Duch”)                                      | Nominacja  | [ 37 ] |
| 2020 | Fryderyki 2020                                | Album roku pop (Aura)                                       | Nominacja  | [ 38 ] |
| 2020 | Fryderyki 2020                                | Nagroda publiczności – Przebój roku („Napad”)               | Nominacja  | [ 38 ] |
| 2022 | Fryderyki 2022                                | Artysta roku                                                | Nominacja  | [ 54 ] |
| 2022 | Fryderyki 2022                                | Utwór roku („Złoto”)                                        | Nominacja  | [ 54 ] |
| 2023 | Fryderyki 2023                                | Album roku pop (Złote bloki)                                | Wygrana    | [ 55 ] |
| 2023 | Fryderyki 2023                                | Artysta roku                                                | Wygrana    | [ 55 ] |
| 2023 | Fryderyki 2023                                | Autor roku                                                  | Wygrana    | [ 55 ] |
| 2023 | Fryderyki 2023                                | Producent roku                                              | Wygrana    | [ 55 ] |
| 2023 | Fryderyki 2023                                | Utwór roku („Za daleko”)                                    | Wygrana    | [ 55 ] |
| 2024 | Fryderyki 2024                                | Nagranie koncertowe (MTV Unplugged)                         | Wygrana    | [ 56 ] |
| 2024 | Fryderyki 2024                                | Nowe wykonanie („Nie stało się nic”)                        | Wygrana    | [ 56 ] |
| 2024 | Fryderyki 2024                                | Artysta roku                                                | Nominacja  | [ 56 ] |
| 2024 | Fryderyki 2024                                | Zespół / projekt artystyczny roku (jako Męskie Granie 2023) | Nominacja  | [ 56 ] |
| 2024 | Fryderyki 2024                                | Utwór roku („Supermoce”) (jako Męskie Granie 2023)          | Nominacja  | [ 56 ] |
| 2024 | Fryderyki 2024                                | Teledysk roku („Supermoce”) (jako Męskie Granie 2023)       | Nominacja  | [ 56 ] |